# Henry De Lamar Clayton, Jr.

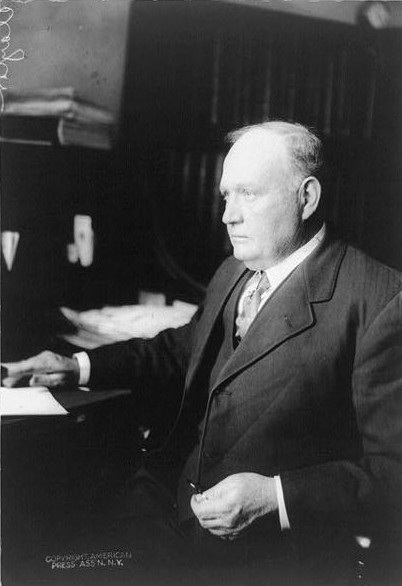
Henry De Lamar Clayton

Henry De Lamar Clayton, Jr. (* 10. Februar 1857 bei Clayton, Alabama; † 21. Dezember 1929 in Montgomery, Alabama) war ein US-amerikanischer Jurist und Politiker (Demokratische Partei). Er war der Bruder des Kongressabgeordneten Bertram Tracy Clayton aus New York.

## Werdegang
Henry De Lamar Clayton, Jr. besuchte die Gemeinschaftsschule. Er graduierte 1877 am Literary Department der University of Alabama in Tuscaloosa und 1878 an deren Law Department. Seine Zulassung als Anwalt bekam er im letzten Jahr und fing dann in Clayton an zu praktizieren. Er zog 1880 nach Eufaula, wo er seine Tätigkeit als Anwalt fortsetzte.
Clayton verfolgte ebenfalls eine politische Laufbahn. Er war in den Jahren 1890 und 1891 Mitglied im Repräsentantenhaus von Alabama. Dann war er zwischen 1893 und 1896 als Bundesstaatsanwalt für den mittleren Distrikt von Alabama tätig. Clayton wurde in den 55. US-Kongress gewählt und in die acht nachfolgenden US-Kongresse wiedergewählt. Er verblieb im US-Repräsentantenhaus vom 4. März 1897 bis zu seinem Rücktritt am 25. Mai 1914. Dann zog er nach Montgomery, wo er die Stellung als Richter am Bundesbezirksgericht für den mittleren und nördlichen Distrikt von Alabama antrat, die er bis zu seinem Tod bekleidete. Während der Zeit im US-Kongress hatte er den Vorsitz über das Committee on the Judiciary (62. und 63. US-Kongress) sowie 1908 über die Democratic National Convention. Dann war er 1914 einer der Förderer des Clayton Antitrust Acts, der sich gegen die Beschränkung des Marktes durch eine Marktmacht aussprach. Ferner leitete er 1905 das Amtsenthebungsverfahren gegen Charles Swayne, Richter am United States District Court for the Northern District of Florida, und 1912 gegen Robert Wodrow Archbald, Richter am United States Commerce Court.
Clayton wurde in den US-Senat ernannt, um dort die freie Stelle zu füllen, die durch den Tod von Joseph F. Johnston entstand; allerdings wurde seine Ernennung angefochten und daraufhin zurückgezogen. Er verstarb 1929 in Montgomery; sein Leichnam wurde dann nach Eufaula überführt, wo er auf dem Fairview Cemetery beigesetzt wurde.